# 福爾克斯勒斯特
福爾克斯勒斯特是南非的城鎮，位於該國東北部，由普馬蘭加省負責管轄，距離約翰內斯堡240公里，始建於1888年，面積20.9平方公里，2001年人口5,676，人口密度每平方公里270人。

## 外部連結
- Google Map
- Volksrust Home Page （页面存档备份，存于）